# Matěj Šmídl
Matěj Šmídl (Brno, 25 gennaio 1997) è un pallavolista ceco, opposto del Duo.

## Carriera

### Club
Nella stagione 2015-16 viene ingaggiato dall'Ostrava, debuttando nella Extraliga ceca, a cui resta legato per tre annate. Nella stagione 2018-19 si trasferisce in Italia, per giocare la Superlega con il Porto Robur Costa, mentre in quella successiva è nella Eesti Meistrivõistlused con la maglia degli estoni dell'Audentese.
Per il campionato 2020-21 si accasa all'Aalst, nella Liga A belga: tuttavia a stagione in corso ritorna in patria, ceduto all'Ústí nad Labem, in Extraliga. Nell'annata 2021-22 è nuovamente nella massima divisione estone, questa volta al TalTech: resta nello stesso campionato anche per la stagione seguente difendendo i colori del Duo, aggiudicandosi la Coppa di Estonia e la Baltic Volleyball League.

### Nazionale
Nel 2015 viene convocato nella nazionale ceca under 19, con cui partecipa al campionato europeo, nel 2016 è in quella under 20 per disputare il campionato europeo di categoria, mentre nel 2020 gioca il campionato mondiale con la selezione under 21.
Nel 2017 ottiene le prime convocazioni nella nazionale maggiore.

## Palmarès

### Club
- Coppa di Estonia: 1

2022
- Baltic Volleyball League: 1

2022-23

### Premi individuali
- 2015 - Campionato europeo under 19: Miglior servizio